# 马尔杜克·卡比特·阿海舒
马尔杜克·卡比特·阿海舒（约前1157年—约前1140年在位）（英語：Marduk-kabit-ahheshu）伊辛国王。巴比伦第四王朝的开创者，他驱逐埃兰人，统治巴比伦，并多次进攻亚述，他的继承人伊提·马尔杜克·巴拉图和尼努尔塔·那丁·舒米也曾侵略亚述。